# Leptoclanis
Leptoclanis é um gênero de mariposa pertencente à família Bombycidae.